# Amédée Bouyssonie
Pour les articles homonymes, voir Bouyssonie.
Le chanoine Amédée Bouyssonie, né le 13 février 1867 à Brive-la-Gaillarde où il est mort le 18 octobre 1958, est un prêtre catholique, théologien, compositeur et préhistorien français, qui s'intéressa aux vestiges préhistoriques des départements de la Corrèze, de la Dordogne et du Lot.
Avec ses deux frères Jean et Paul Bouyssonie, il est le découvreur de l'Homme de Néandertal de La Chapelle-aux-Saints en 1908.

## Biographie
Amédée Bouyssonie est né à Brive-la-Gaillarde dans la maison familiale, sur l’actuelle place du Civoire. Il est le fils de Jean-Baptiste Bouyssonie (pharmacien) et de Gabrielle Mazeyrac, de Beaulieu. Il a deux frères puînés Jean et Paul.
Il est ordonné prêtre en 1890 après des études au séminaire de Saint-Sulpice à Paris. Il enseigne la philosophie au petit séminaire de Lacabane (Cublac), jusqu’en 1955. De ce lycée, aujourd’hui lycée Bossuet, il est le supérieur[Quoi ?]. À l’avant-garde de la pensée sociale chrétienne, il appartenait au « Sillon ».
Amédée Bouyssonie est nommé en 1908 chanoine honoraire de la cathédrale de Tulle puis, en 1948, prélat d'honneur de Sa Sainteté.
Avec ses frères Jean et Paul Bouyssonie, ils sont tous trois les inventeurs de l'Homme de La-Chapelle-aux-Saints (un néandertalien) le 3 août 1908. Ils écrivent et interviennent sur l’anthropologie préhistorique dans les milieux catholiques, à cette époque réticents sur ces découvertes. Amédée Bouyssonie a fouillé également à Limeuil (Dordogne), aux Vachons (Charente).
Il a par ailleurs composé plusieurs pièces musicales pour une ou deux voix à l'usage de ses élèves.

### Décorations
- Chevalier de la Légion d'honneur en 1948, puis officier en 1949[5]

## Travaux archéologiques
Le 3 août 1908, son frère Paul Bouyssonie extrait une calotte crânienne à La Chapelle-aux-Saints. Amédée, Jean et Paul Bouyssonie dégagent alors l'ensemble du squelette d'un homme de Néandertal : La Chapelle-aux-Saints 1, surnommé « le vieillard ». Le squelette a été préservé par son inhumation dans une sépulture, l'une des plus anciennes de France,,.
L'Homme de La Chapelle-aux-Saints est le premier squelette fossile relativement complet de néandertalien mis au jour en France dans un contexte archéologique bien établi, juste avant les néandertaliens de La Ferrassie, en Dordogne, découverts en 1909 par Louis Capitan et Denis Peyrony.

## Membre de sociétés savantes
Amédée Bouyssonie fut membre de plusieurs sociétés savantes : 
- Société archéologique et historique du Limousin
- Société française d'archéologie
- Société scientifique, historique et archéologique de la Corrèze : membre depuis 1909, au bureau depuis 1912, vice-président en 1918, président d'honneur en 1946

## Publications

### Théologie
- Essai de démonstration purement a priori de l'existence de Dieu (1912)[9]
- Bataille d'idées sur les problèmes de Dieu, du bien, du vrai (1923 ; rééd. 1937)[10],[11]1925 : Prix Juteau-Duvigneaux de l’Académie française.
- Solution spiritualiste du problème moral (1924)[12]
- Regards sur l'être et sur les êtres. I : Le Regard de l'homme. Essais sur l'expérience, la raison et leurs rapports (1935)[13]

### Préhistoire
- « Monographie de la grotte de Noailles (Corrèze) » (1905, avec L. Bardon et J. Bouyssonie), Bulletin de la Société scientifique, historique et archéologique de la Corrèze, t. XXVII[14]
- « Station préhistorique de la Coumba-del-Bouïtou » (janvier-mars 1908, avec L. Bardon et J. Bouyssonie), Bulletin de la Société scientifique, historique et archéologique de la Corrèze, t. XXX, p. 18-51
- L'Art des cavernes. Les dernières découvertes faites en Dordogne, par MM. Capitan, Peyrony et Bouyssonie, 1903, 1913[15]
- [avec Jean et Paul Bouyssonie] « Notre découverte à La Chapelle-aux-Saints » (1948), Bulletin de la Société scientifique, historique et archéologique de la Corrèze, T. 70, Brive, 1948, 20 pp.

### Histoire religieuse
- Onzième centenaire de l'abbaye de Beaulieu en Limousin (1948)[16]

## Œuvres musicales
Source
- Ave Maria, mélodie pour une voix (20 juillet 1909), accompagnement de L. Montié (fa mineur puis fa majeur)
- Ave Maria suppliant, à une voix, accompagnement de Mme Ruwdel-Desmoulins, en si majeur (Quasi andante)
- O salutaris Hostia, à deux voix, accompagnement de Mme Ruwdel-Desmoulins, en fa majeur
- Tantum ergo, à deux voix, accompagnement de Mme Ruwdel-Desmoulins, en ut majeur
- La Lettre du Paysan, mélodie profane à une voix

### Discographie
- Tantum ergo, O Saluratis hostia et La Lettre du Paysan, enregistrés par la maîtrise d'enfants Notre-Dame de Brive, in Chercher la Lumière, chercher la Paix[18]

### Hommage
- Une rue de Brive-la-Gaillarde (Corrèze) porte le nom des deux frères Amédée et Jean Bouyssonie.

### Iconographie
- Société scientifique, historique et archéologique de la Corrèze : photos